# Chartreuse Terminorum
La Chartreuse Terminorum est une course nature de type ultrafond organisée depuis 2017 dans la Forêt domaniale de Grande Chartreuse, en Isère.
Inspirée par les marathons de Barkley aux États-Unis, elle est considérée comme la course la plus dure de France et l'une des plus difficiles du monde.
Ce n'est qu'en 2023, lors de la cinquième édition, qu'un premier coureur, Sébastien Raichon, a pu la terminer dans les temps,, suivi de quatre autres.
A ce jour, seuls six coureurs sont parvenus à en venir à bout.

## Historique
La Chartreuse Terminorum est créée en 2017 par Benoît Laval, ancien membre de l'Équipe de France de trail, fondateur de la marque Raidlight, un équipementier sportif français actif dans l'univers du trail, la course à pied et la randonnée légère.
Après deux participations successives aux marathons de Barkley en 2016 et 2017, il souhaite créer avec trois amis une « Barkley à la française ». Pour lui, « L'objectif n'est pas de proposer la course la plus dure au monde mais nous souhaitons qu'elle soit à la limite du faisable, avec 1 % de finishers.»
Six éditions ont été organisées : 
- en 2017, du 2 au 5 juin, sous-titrée « La 1re édition sera la plus facile » ;
- en 2018, du 31 mai au 2 juin, sous-titrée « Le retour de la vengeance » ;
- en 2019, du 7 au 10 juin, sous-titrée « Un tour ça va, trois tours… » ;
- en 2020 et 2021, annulation en raison de la pandémie de Covid-19 en France ;
- en 2022, du 17 au 19 juin, sous-titrée « Après trois ans d'entraînement... » ;
- en 2023, du 16 au 19 juin, sous-titrée « 2023, du changement tu auras – mutationes habebis… » ;
- en 2024, du 21 au 24 juin, sous-titrée « 2024, ultionem triumvirum ».

## Description de la course

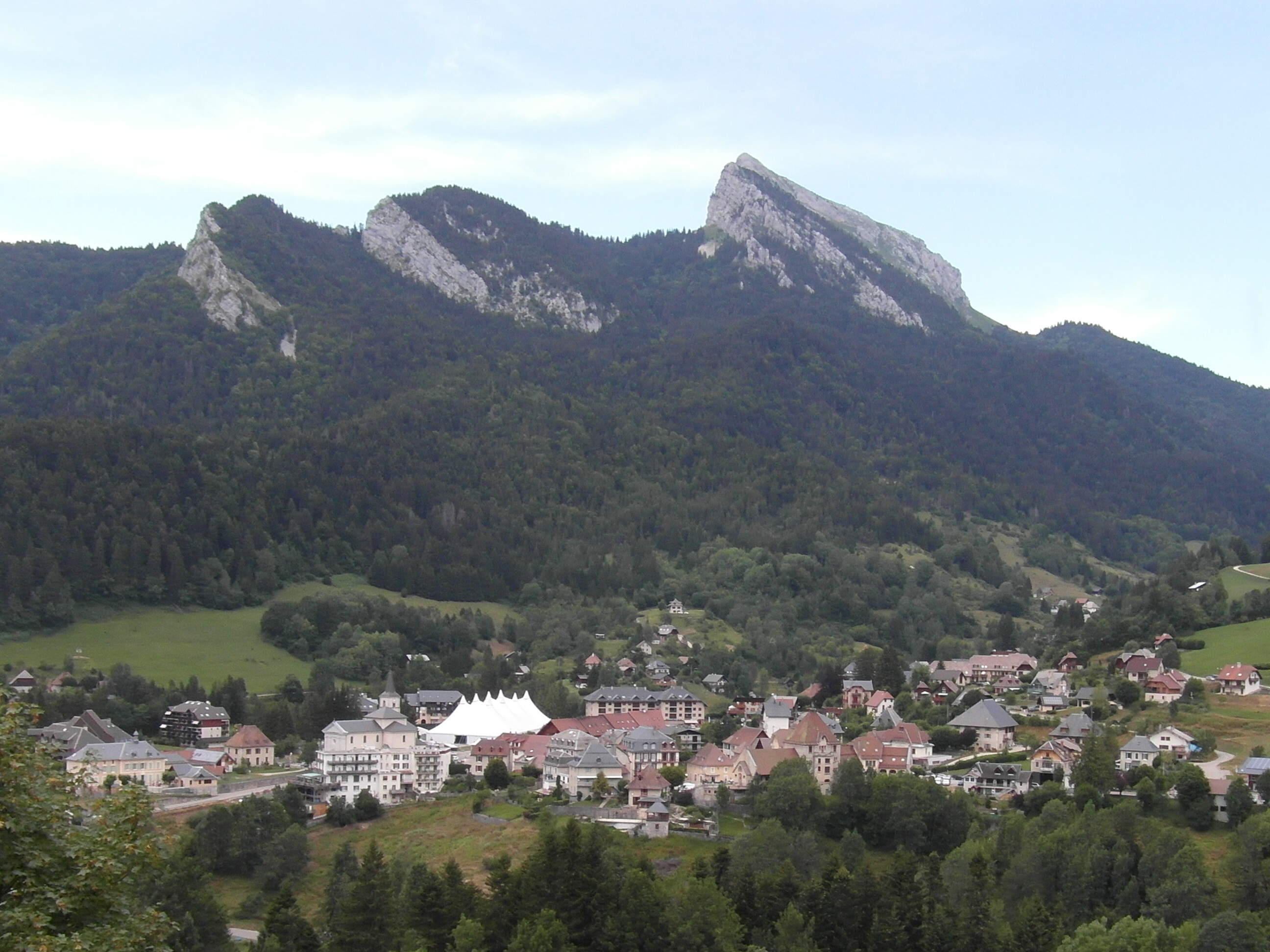
Saint-Pierre-de-Chartreuse depuis le hameau du Molard

La course se déroule du vendredi au lundi. Le parcours comporte cinq boucles de 60 km pour un total de 25 000 mètres de dénivelé. Chaque tour, dont le départ est matérialisé par un gros rocher doit être réalisé en moins de 16 heures et la « sonnerie au mort »,.
Il n'y a ni balisage, ni GPS, ni assistance et un seul ravitaillement par tour.
Le départ de la course est donné par un coup de clairon le vendredi, entre minuit et midi. Les concurrents, rassemblés à Saint-Pierre-de-Chartreuse ont alors une heure pour se préparer à s'élancer.
Quatorze livres sont répartis sur le parcours. Points de passage obligatoires, les coureurs doivent en arracher une page à chaque fois. Stupeur et tremblements, Introduction à la psychanalyse, Premier de cordée, ou La Cité de la joie font partie des titres retenus,.
La première partie de la course, soit les trois premières boucles, est considérée comme la « fun run » ou « course du dimanche ».
Pour l'organisateur de la Barkley, Gary Cantrell dit « Lazarus Lake » qui a donné le départ de l'édition 2017, « La plupart des courses sont faites pour que les participants aillent au bout. Il y a des ravitaillements, du balisage, toutes sortes d'aides qui escamotent la réelle difficulté d'évoluer en pleine nature. Le but de la Barkley ou de la Terminorum est qu'il y ait le moins de finishers possible. »

## Inscriptions
Cette section ne s'appuie pas, ou pas assez, sur des sources secondaires ou tertiaires indépendantes du sujet. Le texte peut contenir des analyses inexactes ou inédites de sources primaires.
Pour l'améliorer, ajoutez-en, ou placez des modèles {{Source secondaire souhaitée}} ou {{Source secondaire nécessaire}} sur les passages mal sourcés. (avril 2025)
Les candidats doivent rédiger et envoyer par courriel une dissertation répondant à la question « Pourquoi devrais-je être retenu pour participer à la Chartreuse Terminorum ? »
L'adresse à laquelle les candidats doivent répondre est publiée sur le site internet de la compétition et n'est visible que « le seul jour du calendrier qui comportait cinq fois le même chiffre lors de la 1re édition. »
Les frais d'inscription s'élèvent à 3 euros (1 centime par kilomètre). Les participants doivent aussi apporter une bouteille d'un alcool de la région dont ils sont originaires.
Les candidats retenus reçoivent une « lettre d'acceptance ».

## Participants
Cette section ne s'appuie pas, ou pas assez, sur des sources secondaires ou tertiaires indépendantes du sujet. Le texte peut contenir des analyses inexactes ou inédites de sources primaires.
Pour l'améliorer, ajoutez-en, ou placez des modèles {{Source secondaire souhaitée}} ou {{Source secondaire nécessaire}} sur les passages mal sourcés. (avril 2025)
La Chartreuse Terminorum est une compétition mixte limitée à 40 participants. Les coureurs sont appelés des « postulants ».
En 2017, la première édition a rassemblé 36 postulants (sur 200 candidats) de Belgique, Bulgarie, Costa Rica, Espagne, Finlande, France, Suisse et Turquie.
En 2018, 39 postulants de Finlande, France, Luxembourg, Pays-Bas et Turquie ont pris le départ.
En 2019, ils étaient 40 dont trois femmes à s'élancer. 14 nationalités étaient représentées : Allemagne, Belgique, Bulgarie, Canada, Espagne, États-Unis, Finlande, France, Grande-Bretagne, Norvège, Pays-Bas, Suède, Suisse et Turquie.
En 2022, 40 postulants de France, Turquie, Espagne, Québec, Norvège, USA, Luxembourg, Finlande, Algérie, Hongrie ont pris le départ.
Une enquête ethnographique a été menée de 2019 à 2023 par Simon Lancelevé de l'Université de Strasbourg, afin de comprendre l'engagement des « postulants » de la Chartreuse Terminorum. Pour ce faire, l'auteur s'est immergé au sein de la communauté de la Chartreuse Terminorum. Il a suivi neuf athlètes pendant quatre ans, de leurs entrainements à la course, jusqu'à la courir deux fois. Cette étude a notamment mis en avant des styles de coureurs, l'importance du jeu et la volonté des « postulants » de vivre des expériences de vie intenses. En 2025, Simon Lancelevé revient sur le parcours des pionniers de la Chartreuse Terminorum, à travers un récit d'aventures grand public, intitulé La Quête, dans les coulisses de la Chartreuse Terminorum.

## Palmarès de la compétition
Ce n'est qu'après cinq éditions qu'un coureur a pu enfin terminer la Chartreuse Terminorum,.
En 2017, Gaëtan Janssens est le seul à terminer la deuxième boucle, en 29 h 16 min 55 s.
L'année suivante, Valéry Caussarieu et Laurent Guéraud abandonnent après 31 h 31 min 14 s.
En 2019, le Français David Barranger et l'Espagnol Imanol Alseon Orbegozo ont pour la première fois achevé la troisième boucle. Le Basque est même allé jusqu'à récupérer le premier livre du quatrième tour en 48 h 44 min. Alexandra Rousset est la première femme à terminer la première boucle.
En 2022, quatre personnes ont réussi à être classées comme coureur du dimanche en terminant trois boucles en moins de 48 h : l'Espagnol Albert Herrero Casas en 46 h 47 min 12 s et les Français David Barranger en 47 h 26 min 30 s, Mickael Berthon en 47 h 58 min 30 s et Benoît Bachelet en 47 h 58 min 30 s. Seul David Barranger est reparti tenter une quatrième boucle mais il revient au camp de base après avoir arraché les pages des deux premiers livres. C'est la meilleure performance,.
En 2023, Sébastien Raichon devient le premier coureur de l'histoire de la course à la terminer dans les temps, après 71 heures et 26 minutes de course.
Mickaël Berthon, Albert Herrero Casas, Benoît Bachelet et Nicolas Moyroud ont bouclé les cinq tours dans les délais.
En 2024, la Belge Séverine Vandermeulen devient la première femme à terminer la fun run (3 tours). François Devaux devient le sixième finisseur en terminant les 5 boucles en 77 heures.

## Devise
La devise de la compétition est, en latin « Neque porro quisquam est qui dolorem ipsum quia dolor sit amet, consectetur, adipisci velit… ». Elle peut être traduite par « Personne n'aime la douleur en elle-même, ne la recherche et ne la souhaite, tout simplement parce qu'il s'agit de la douleur... ».
Elle est tirée d'un traité de théorie éthique écrit par Cicéron en 45 avant Jésus-Christ, De finibus bonorum et malorum, livre I, X, § 32 et 33, et est calligraphiée sur les dossards des participants.